# Església de Sant Jordi de Darkveti
L'església de Sant Jordi de Darkveti (en georgià: დარკვეთის წმინდა გიორგის ეკლესია) és un temple de l'Església ortodoxa georgiana dels segles x i xi de la regió occidental d'Imerècia a Geòrgia. És una basílica d'una única nau, amb deambulatori, de proporcions harmonioses i ornamentació de maçoneria tallada a les façanes exteriors. L'església està inscrita en la llista dels Monuments Culturals destacats de Geòrgia.

## Situació
L'església de Darkveti es troba a la riba dreta del Jruchula, afluent del riu Qvirila, al poble del mateix nom, al districte de Chiatura, a la regió d'Imerècia. El poble s'assenta sobre una muntanya, sobre el monestir de Mghvimevi, i és també conegut per la seva gruta prehistòrica.

## Descripció
L'església de Darkveti, dedicada a sant Jordi, és una basílica d'una única nau, amb un deambulatori baix -annexat en una data posterior- que en discorre pels costats sud i oest; en aquests costats es troben, també, les entrades a l'església. L'interior està dividit per dos parells de pilastres que sostenen els arcs interns de la volta. L'interior està emblanquinat i no hi ha rastre de pintura. L'església està il·luminada amb quatre finestres, una en cada costat. Les façanes presenten ornaments amb talles, especialment als marcs de les finestres i portes, que s'assemblen als de l'església de Savane, a uns 15 km a l'est de Darkveti. A la paret sud hi ha una llosa amb una representació en relleu d'un paó. La façana occidental té una finestra semicircular, amb arquivolta tallada, i també diverses inscripcions medievals georgianes. Paleogràficament es representen estranyes lletres angulars, i de vegades també, les més estranyes, en forma de quadrat.

### Inscripcions
Les inscripcions acrediten amb certesa Goliat i els seus fills -Godalbri, Liparit i K-E (Konstantine?). Per una inscripció de Savane, se sap que Goliat era fill de Jordi, fill de Gulzviad, un eristhavi ('duc de ducs') i el constructor d'aquesta església. No se sap a quina família noble pertanyien aquestes persones: Dimitri Bakradze i G. Tsereteli van veure en ells membres de la dinastia Kakhaberidze, mentre que Ekvtime Taqaishvili va plantejar la hipòtesi que representaven els ducs d'Argveti, anteriors als Kakhaberidze.